# ماريو نيجري
ماريو نيجري (بالإسبانية: Mario Negri)‏ هو محامي وسياسي أرجنتيني، ولد في 6 فبراير 1954 في الأرجنتين. حزبياً، نشط في الاتحاد المدني الراديكالي.

## مناصب
- انتخب عضو مجلس النواب في الأرجنتين عن دائرة قرطبة (10 ديسمبر 2011 – 9 ديسمبر 2015).
- انتخب عضو مجلس النواب في الأرجنتين عن دائرة قرطبة (10 ديسمبر 2003 – 9 ديسمبر 2007).
- انتخب عضو مجلس النواب في الأرجنتين عن دائرة قرطبة (10 ديسمبر 1997 – 9 ديسمبر 2001).
- انتخب عضو مجلس النواب في الأرجنتين عن دائرة قرطبة (10 ديسمبر 1993 – 9 ديسمبر 1997).
- انتخب عضو مجلس النواب في الأرجنتين عن دائرة قرطبة وقد انضم خلال فترته النيابية (10 ديسمبر 2015 – )  للكتلة البرلمانية الاتحاد المدني الراديكالي.